# Chris Sale
Christopher Allen "Chris" Sale, född den 30 mars 1989 i Lakeland i Florida, är en amerikansk professionell basebollspelare som spelar för Boston Red Sox i Major League Baseball (MLB). Sale är vänsterhänt pitcher.
Sale har tidigare spelat för Chicago White Sox (2010–2016). Han har vunnit World Series en gång och tagits ut till sju all star-matcher. Han har haft flest strikeouts i American League två gånger.

## Karriär

### College
Sale draftades av Colorado Rockies 2007 som 642:a spelare totalt direkt efter high school, men skrev inte på för klubben utan valde att studera vid Florida Gulf Coast University i stället.

### Major League Baseball

#### Chicago White Sox

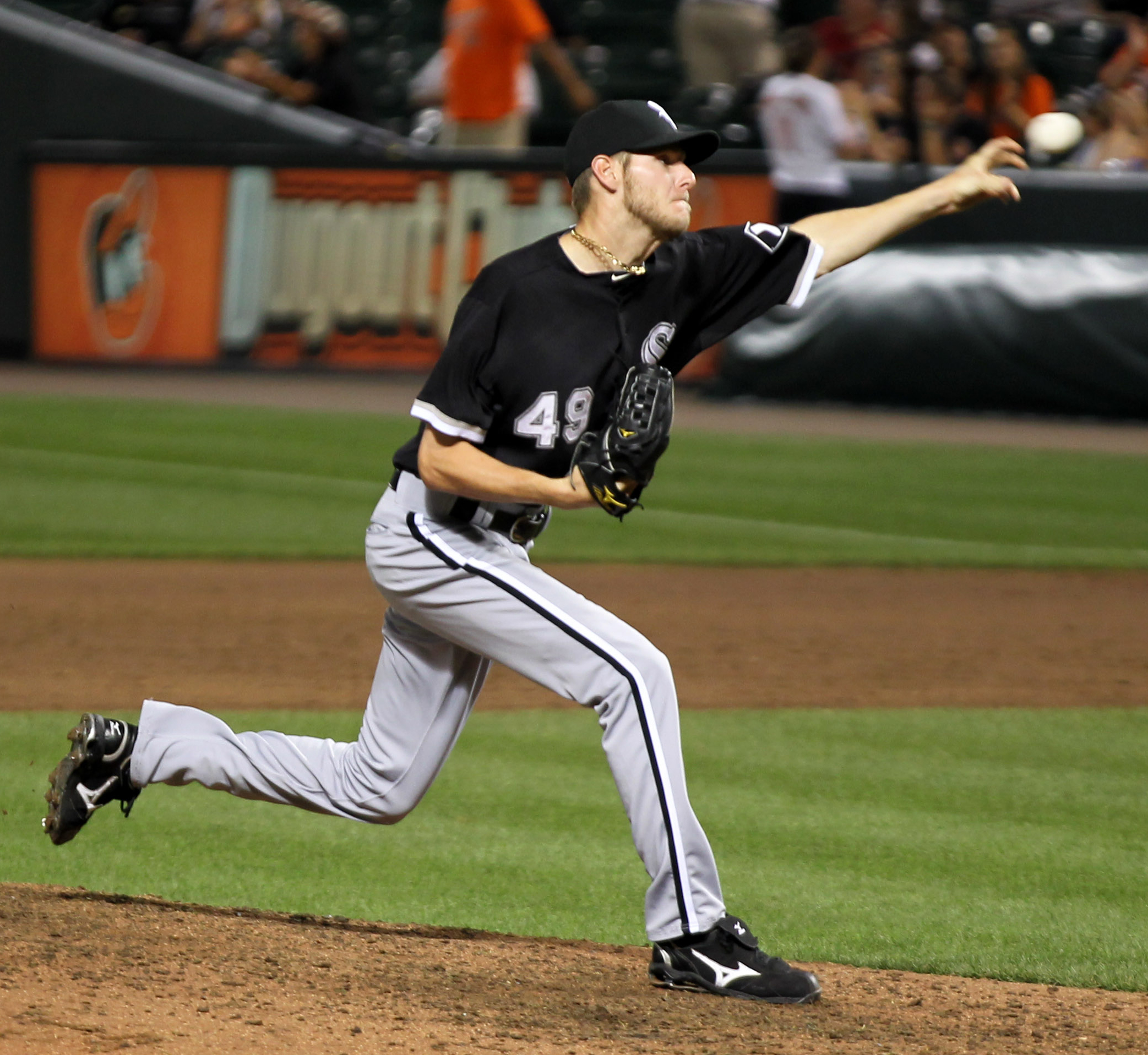
Sale i Chicago White Sox dräkt 2011.

Sale draftades igen 2010, denna gång av Chicago White Sox som 13:e spelare totalt. Han debuterade i MLB för White Sox den 6 augusti 2010.
White Sox började använda Sale som starter först 2012 och han hade en fin säsong där han togs ut till sin första all star-match och var 17–8 (17 vinster och åtta förluster) med en earned run average (ERA) på 3,05. Han fortsatte att utvecklas och togs ut till all star-matchen även 2013 och 2014. Under den sistnämnda säsongen var han 12–4 med en ERA så låg som 2,17 och kom trea i omröstningen till American Leagues Cy Young Award, priset till ligans bästa pitcher.
2015 var Sale 13–11 med en ERA på 3,41 och hela 274 strikeouts, flest i American League. Hans sista säsong för White Sox blev 2016 då han var 17–10 med en ERA på 3,34. Även under dessa båda säsonger togs han ut till all star-matchen. Efter 2016 års säsong trejdades han till Boston Red Sox i utbyte mot fyra yngre spelare, däribland Yoán Moncada.

#### Boston Red Sox
Sales första säsong för Boston var mycket bra; han var 17–8 med en ERA på 2,90. Han radade under säsongen upp strikeouts i rekordartad mängd. Bland annat hade han 200 strikeouts på sina första 20 starter, något bara Nolan Ryan, Randy Johnson och Pedro Martínez mäktat med tidigare. Vidare nådde han i slutet av augusti milstolpen 1 500 strikeouts under karriären, och han gjorde det på bara 1 290 innings pitched, snabbare än någon annan i MLB:s historia. Han gjorde sin 300:e strikeout för säsongen i slutet av september och blev därmed den första pitchern i American League att nå den siffran sedan Martínez gjorde det 1999 och den andra pitchern efter Martínez i Red Sox historia. Till slut blev det 308 strikeouts för Sale under 2017, klart flest i American League. Han togs för sjätte året i rad ut till all star-matchen och kom efter säsongen tvåa i omröstningen till American Leagues Cy Young Award.
Sale hade en del skadeproblem under 2018 års säsong och pitchade bara 158 inningar, under vilka han var 12–4 med en ERA på utmärkta 2,11. Red Sox gick hela vägen och vann World Series över Los Angeles Dodgers med 4–1 i matcher.
Inför 2019 års säsong förlängde Red Sox kontraktet med Sale från och med 2020 till och med 2024 för 145 miljoner dollar. I mitten av augusti den säsongen nådde han 2 000 strikeouts. Precis som vid 1 500 strikeouts gjorde han det snabbare än någon annan före honom, på bara 1 626 innings pitched. Därefter var han skadad resten av säsongen som totalt sett inte var lyckad med Sales mått mätt – han var 6–11 med en ERA på 4,40.
I mars 2020 genomgick Sale en så kallad Tommy John-operation i armbågen och missade därför hela den av covid-19-pandemin kraftigt förkortade säsongen. Han gjorde comeback i augusti 2021 och pitchade bra efter det långa uppehållet.